# Томпсон, Джон (историк)
Джон (Джек) Мейнз Томпсон (англ. John [Jack] Means Thompson; 30 марта 1926; Сан-Хуане, Пуэрто-Рико — 6 марта 2017; Понте-Ведра-Бич, Флорида, США) — американский историк, политолог и дипломат. Доктор философии (PhD) по истории. Специалист по истории России и СССР.

## Биография
Родился 30 марта 1926 года в Сан-Хуане (Пуэрто-Рико) в американской семье. В дальнейшем жил и вырос в сельской местности в штате Нью-Йорк (США).
По окончании средней школы в июне 1942 года поступил в Амхерстский колледж. В 1944 году прервал учёбу и до 1946 года служил ВМС США. В 1947 году с отличием окончил колледж и получил степень бакалавра. После поступил в Российский институт Колумбийского университета, где получил степень магистра и доктора философии (Ph.D.) по современной истории России.
Желая получить практический опыт, Томпсон в 1954 году поступил на дипломатическую службу и стал вторым секретарём в американском посольстве в Индонезии, где освещал вопросы советско-индонезийских отношений и Коммунистической партии Индонезии.
С 1957 года Томпсон на разных должностях работал в Ратгерском и Колумбийском университетах, а с 1959 года преподавал на историческом факультете Университета Индианы. Является одним из основателей и первых создателей Института России и Восточной Европы (англ. Russian and East European Institute) Индианского университета в Блумингтоне. Уделял особое внимание методам преподавания и обучения, а также взаимодействию между средним и высшим образованиями. Руководил передовыми диссертационными исследованиями и выпустил более двух десятков докторантов Индианского университета по русской и советской истории.
С 1961 года — вице-президент Ассоциации славянских, восточноевропейских и евразийских исследований. С 1968 года — стипендиат Гуггенхайма. В 1976 году Томпсон покинул Индиану и присоединиться к полевому персоналу консорциума американских университетов, занимавшихся изучением Азии, Африки и Ближнего Востока, где проработал до 1984 года, сначала в должности заместителя директора, а затем в качестве исполнительного директора. С 1979 по 1981 год — консультант Национального фонда гуманитарных наук. Являлся членом Общества Phi Beta Kappa. Участвовал в программе Фулбрайта и других организационных научных проектах.
Томпсон также работал в качестве приглашённого профессора в Академии ВВС США, Военно-воздушном колледже, Гавайском университете, Государственном университете Нью-Йорка в Платтсбурге, Питтсбургском университете по программе Семестр на море, Дартмутском колледже, Калифорнийском государственном университете в Фуллертоне и Университете Южного Мэна.
В 1988 году Томпсон вышел на пенсию и переехал в Фиппсбург (штат Мэн). В 2002 году в Брансуике он помог основать Колледж Мидкост Сениор (англ. Midcoast Senior College), и будучи первым председателем его Учебного комитета, преподавал различные инновационные курсы обучения для взрослых. В 2009 году совет директоров колледжа в честь его основателей Нэнси Уилер и Джека Томпсона учредил премию «MSC Wheeler/Thompson Founders Award», которая на ежегодном банкете присуждается лицам, «существенным образом поддерживающим дух и работу» колледжа.
Будучи научным сотрудником по программе обмена с СССР, Томпсон в качестве участника проекта изучения учебников США-СССР посещал Советский Союз и затем Россию. Кроме этого он также был лектором при посещениях американскими ветеранами Второй мировой войны мест сражений.
Работы Томпсона, в числе которых три учебных пособия, с дополнениями многократно переиздавались как на английском, так и на других языках, и актуальны до нынешнего времени.
6 марта 2017 года Джон Томпсон «мирно» скончался в кругу своей семьи в Понте-Ведра-Бич (штат Флорида, США).

## Семья
Жена — Энн Фиске (Фриски) Томпсон (англ. Anne Fiske [Friskie] Thompson). Пятеро детей.

## Рецензии
- Brinkley G. The Bolsheviks — Isaac Deutscher: Stalin. (Second edition. New York: Oxford University Press, 1965. Pp. 661.) — Francis B. Randall: Stalin’s Russia. (New York: The Free Press, 1965. Pp. 328.) — Adam B. Ulam: The Bolsheviks. (New York: Macmillan, 1965. Pp. 598.). — John M. Thompson: Russia, Bolshevism, and the Versailles Peace. (Studies of the Russian Institute of Columbia University Princeton: Princeton University Press, 1966. Pp. 429.) (англ.) // The Review of Politics. — Cambridge University Press, 1968. — Vol. 30. — Iss. 3. — P. 378—383.
- Degras J. John M. Thompson, Russia, Bolshevism, and the Versailles Peace. Princeton: Princeton University Press, 1967 {1966 on title page}. Pages vii, 429. «Studies of the Russian Institute, Columbia University» (англ.) // Slavic Review. — American Political Science Association, 1968. — Vol. 27. — Iss. 1. — P. 149—151.
- Hanak H. Russia, Bolshevism, and the Versailles Peace by John M. Thompson (англ.) // The Slavonic and East European Review. — MHRA, 1970. — Vol. 48, no. 113. — P. 616—617. — JSTOR 4206299.
- Koenker D. Revolutionary Russia, 1917. By John M. Thompson. New York: Charles Scribner’s Sons, 1981. xvi, 206 pp. Illustrations. Maps. Tables. (англ.) // Slavic Review. — American Political Science Association, 1982. — Vol. 41. — Iss. 4. — P. 709.
- Laue T. H. von. Count Witte and the Tsarist Government in the 1905 Revolution. By Howard D. Mehlinger and John M. Thompson. (Indiana University Press, 1972. Pp. xiv, 434.) (англ.) // American Political Science Review. — Cambridge University Press on behalf of the American Political Science Association, 1973. — Vol. 67, Issue 3. — P. 1076.
- Meyer K. Russia, Bolshevism, and the Versailles Peace by John M. Thompson (нем.) // Historische Zeitschrift. — Walter de Gruyter, 1969. — Bd. 208, H. 1. — P. 167. — JSTOR 27615200.
- Pushkarev S. G. Count Witte and the Tsarist Government in the 1905 Revolution. By Howard D. Mehlinger and John M. Thompson. Indiana University International Studies. Bloomington and London: Indiana University Press, 1972. xiv, 434 pp. (англ.) // Slavic Review. — American Political Science Association, 1973. — Vol. 32, Issue 2. — P. 383—384.
- Ullman R. H. Russia, Bolshevism, and the Versailles Peace. By Thompson John M. {Studies of the Russian Institute, Columbia University.} (Princeton, N. J.: Princeton University Press. 1966. Pp. vii, 429.) (англ.) // The American Historical Review. — University of Chicago Press, 1967. — Vol. 73, Issue 2. — P. 549—550.
- Wade R. A. Russia, Bolshevism and the Versailles Peace by John Thompson (англ.) // Soviet Studies. — Taylor & Francis, 1968. — Vol. 20, no. 1. — P. 148—149. — JSTOR 149285.
- White J. A. Russia, Bolshevism, and the Versailles Peace by John M. Thompson. Studies of the Russian Institute, Columbia University. (Princeton, N.J.: Princeton University Press, 1966. Pp. vii, 429. Notes, maps, note on sources, bibliography, index.) (англ.) // Indiana Magazine of History. — Indiana University Press, 1967. — Vol. 63, Issue 3. — P. 260.